# MG Alba
MG Alba és el nom operatiu del Gaelic Media Service (Seirbheis nam Meadhanan Gàidhlig). L'objectiu de l'organització és el d'assegurar l'existència d'un ampli ventall de programes de qualitat en gaèlic escocès. A més a més de la seva antiga tasca de finançar la producció i el desenvolupament de programes, formar professionals i fer estudis de mercat, gràcies al Communications Act 2003, l'actual servei té també poders per produir, encarregar i programar nous continguts, i l'autoritat de cercar llicències d'emissió. Aquests nous poders van donar la possibilitat a MG Alba de seguir endavant cap a la seva ambició: gestionar un servei de mitjans gaèlic, sostenible, global, eficient i actual que reflecteixi la màxima qualitat dels mitjans públics.
L'acte de comunicacions esmentat especifica que les funcions del Servei han de ser assegurar que un ampli ventall de programes de gran qualitat en gaèlic sigui emès o altrament transmès per tal que sigui disponible per als escocesos.
El 19 de setembre del 2008 MG Alba, en associació amb la BBC, va començar les emissions d'un canal en gaèlic, BBC Alba.
La tasca de MG Alba també inclou la formació i desenvolupament per aquells que treballen en mitjans en gaèlic. Una de les seves iniciatives de desenvolupament del talent és Film G, un concurs de curtmetratges en gaèlic, als guanyadors del qual se'ls dona l'oportunitat de desenvolupar les seves idees produint i emetent un programa. Aquest servei té oficines a Stornoway i Glasgow.